# Адо (співачка)
Адо (нар. 24 жовтня 2002, Токіо, Японія) — японська співачка. 2020 року, у 17 років, вона дебютувала з цифровим синглом під назвою «Usseewa», який посів перше місце в Billboard Japan Hot 100, Oricon Digital Singles Chart і Oricon Streaming Chart. Пісня досягла 100 мільйонів прослуховувань у Billboard Japan через 17 тижнів після потрапляння в чарти. Пісня стала шостою  в історії з таким показником, а Ado — наймолодшим сольним артистом з таким досягненням. 2022 року її пісня «New Genesis» була використана як музична тема для аніме-фільму One Piece Film: Red і очолила чарт Apple Music Global Top 100.
На сьогодні вона належить компанії з управління артистами Cloud Nine.

## Життя та музична кар'єра

### 2014—2020: ранні роки життя і початок музичної кар'єри
Адо народилася 24 жовтня 2002 року в Токіо, Японія.
У 2014 році Адо зацікавилася музикою після того, як вебсайт для обміну відео Niconico вийшов на Nintendo 3DS. Вона почала дивитися відео на маленькому екрані згаданої портативної ігрової консолі, і була вражена кавер-співаками на Niconico, які співали, не показуючи своїх облич.
Роками пізніше, у 2017 році, Адо почала співати як utaite (інтернет-кавер-співачка) на Niconico, після того, як 10 січня 2017 року завантажила відео, на якому вона співає кавер на пісню «Kimi no taion». В ефірі Nippon TV вона розповіла, що, коли була співачкою utaite, вона накрила свою шафу звукоізоляційним матеріалом, який купила в Інтернеті, та записала пісню всередині нього.
У 2019 році вона брала участь в цифровому синглі Kujira «Kinmokusei», який вийшов 23 грудня 2019 року Через пару місяців вона з'явилася як вокалістка в цифровому синглі «Shikabanēze» jon-YAKITORY, який вийшов 29 березня 2020 року. У травні 2020 року вона брала участь у збірці Pony Canyon PALETTE4. Вона випустила дві пісні, «Call boy» від syudou та «Taema naku ai-iro» від Shishi Shishi, як цифрові релізи.

### 2020—дотепер: дебют із «Usseewa» та успіх
15 жовтня 2020 року Адо оголосила, що дебютує з Universal Music Japan. 23 жовтня, за день до свого 18-річчя, вона випустила цифровий сингл «Usseewa», написаний vocaloid-продюсером syudou. Музичне відео, опубліковане на її власному YouTube-каналі, за перший місяць набрало 5 мільйонів переглядів. 10 грудня 2020 року «Usseewa» посів перше місце в рейтингу Spotify Viral 50 Japan. 24 грудня вона випустила свій другий сингл «Readymade», написаний vocaloid-продюсером Surii, як цифровий реліз.
До 23 січня 2021 року сингл «Usseewa» досяг 40 мільйонів переглядів на YouTube, а 3 лютого 2021 року він посів перше місце як в Oricon Digital Singles Chart, так і в Oricon Streaming Chart. 14 лютого вона випустила свій третій сингл «Gira Gira», написаний vocaloid-продюсером teniwoha, як цифровий реліз. Через чотири дні, 18 лютого, кількість підписників на її YouTube-каналі перевищила 1 мільйон.
15 березня 2021 року «Usseewa» посів перше місце в чарті Billboard Japan Hot 100, а 20 березня музичне відео на YouTube досягло 100 мільйонів переглядів через 148 днів після релізу. 29 березня «Usseewa» досяг 100 мільйонів прослуховувань у чарті Billboard JAPAN «Streaming Songs» через 17 тижнів після потрапляння в чарти, що стало шостим за швидкістю в історії та наймолодшим для сольного артиста. 27 квітня 2021 року Адо випустила свій п'ятий сингл «Odo», який використовується в шоу NHK про vocaloid-продюсерів. 11 червня 2021 року її обрали другою японською артисткою у категорії «Виконавець на підйомі YouTube». А 14 червня 2021 року вона випустила свій шостий сингл «Yoru no Pierrot». 11 грудня 2021 року вона перемогла в номінації «Найкращий новий азійський артист Японії» на премії «MAMA» від Mnet.
Адо озвучила співочий голос персонажа Ути в аніме-фільмі «One Piece Film: Red» 2022 року; альбом Uta's Songs: One Piece Film Red, що містить пісні з фільму, вийшов 10 серпня 2022 року. Пісня до фільму «New Genesis» очолила хіт-парад Apple Music Global Top 100.
З грудня 2022 року по січень 2023 року відбувся перший загальнонаціональний тур Адо «Shinkiro» (Міраж) з 10 виступами в шести різних місцях всією Японією. У жовтні 2022 року Адо підписала контракт із Geffen Records, щоб випустити музику в Сполучених Штатах разом із поточною угодою з Virgin Music.
З червня по вересень 2023 року відбувся другий загальнонаціональний тур Адо «Mars» із 14 виступами в одинадцяти різних місцях по всій Японії.
8 серпня 2023 року Адо заспівала в японськомовній версії пісні «Unforgiven» жіночого K-pop гурту Le Sserafim. Це перша колаборація Адо з південнокорейськими артистами. Її пісня «Kura Kura» (クラクラ, букв. «Запаморочення») була використана як початкова тема другого сезону аніме-адаптації Spy × Family.
Перший світовий тур Адо під назвою «Wish» був оголошений на її 21-й день народження у жовтні 2023 року. Він проходив з лютого по квітень 2024 року. Вона провела сольний концерт на Національному стадіоні Японії 27 і 28 квітня 2024 року, ставши першою сольною артисткою, яка зробила це.
20 квітня 2024 року Адо анонсувала свій другий студійний альбом Zanmu. Реліз альбому заплановано на 10 липня 2024 року.

## Дискографія

### Альбоми

#### Студійні альбоми
| Назва             | Деталі альбому                                                                                 | Пікові позиції у чартах | Пікові позиції у чартах | Пікові позиції у чартах | Продажі                                      | Сертифікації   |
| Назва             | Деталі альбому                                                                                 | Японія                  | Японія Comb.            | Японія Hot              | Продажі                                      | Сертифікації   |
| ----------------- | ---------------------------------------------------------------------------------------------- | ----------------------- | ----------------------- | ----------------------- | -------------------------------------------- | -------------- |
| Kyōgen (яп. 狂言) | - Вийшов: 26 січня 2022 - Лейбл: Virgin - Формат: CD, CD + DVD, цифрове завантаження, стриминг | 1                       | 1                       | 1                       | - Японія: 262 557 (CD) - Японія: 44 935 (DL) | RIAJ: Platinum |
| Zanmu (яп. 残夢)  | - Дата виходу: 10 липня 2024 - Лейбл: Virgin - Формат: CD, digital download, streaming         | В очікуванні            | В очікуванні            | В очікуванні            |                                              |                |

#### Альбоми-збірки
| Назва                            | Деталі альбому                                                                             | Пікові позиції у чартах | Пікові позиції у чартах | Пікові позиції у чартах | Продажі            |
| Назва                            | Деталі альбому                                                                             | Японія                  | Японія Comb.            | Японія Hot              | Продажі            |
| -------------------------------- | ------------------------------------------------------------------------------------------ | ----------------------- | ----------------------- | ----------------------- | ------------------ |
| Ado's Utattemita Album           | - Дата виходу: 13 грудня 2023 - Лейбл: Virgin - Формат: CD, цифрове завантаження, стриминг | 2                       | 2                       | 1                       | - JPN: 70,300 (CD) |
| Ado "Ready for My Show Playlist" | - Released: 6 лютого 2024 - Лейбл: UME - Формат: Цифрове завантаження, стриминг            | —                       | —                       | —                       |                    |

#### Альбоми саундтреків
| Назва                           | Деталі альбому                                                                        | Пікові позиції у чартах | Пікові позиції у чартах | Пікові позиції у чартах | Пікові позиції у чартах | Пікові позиції у чартах | Пікові позиції у чартах | Продажі                                       | Сертифікації |
| Назва                           | Деталі альбому                                                                        | Японія                  | Японія Comb.            | Японія Hot              | БЕЛ (WA)                | FRA                     | USHeat.                 | Продажі                                       | Сертифікації |
| ------------------------------- | ------------------------------------------------------------------------------------- | ----------------------- | ----------------------- | ----------------------- | ----------------------- | ----------------------- | ----------------------- | --------------------------------------------- | ------------ |
| Uta's Songs: One Piece Film Red | - Вийшов: 10 серпня 2022 - Лейбл: Virgin - Формат: CD, цифрове завантаження, стриминг | 2                       | 1                       | 1                       | 168                     | 97                      | 9                       | - Японія: 317 513 (CD) - Японія: 108 337 (DL) | RIAJ: Gold   |

### Сингли

#### Як головна артистка
| Назва                                                                       | Рік  | Пікові позиції | Пікові позиції | Пікові позиції | Сертифікації                                                   | Альбом                          |
| Назва                                                                       | Рік  | JPN Comb.      | Японія Hot     | WW             | Сертифікації                                                   | Альбом                          |
| --------------------------------------------------------------------------- | ---- | -------------- | -------------- | -------------- | -------------------------------------------------------------- | ------------------------------- |
| «Usseewa» (яп. うっせぇわ)                                                  | 2020 | 2              | 1              | 41             | - RIAJ (завантаження): Platinum - RIAJ (стриминг): 3× Platinum | Kyōgen                          |
| «Readymade» (яп. レディメイド)                                              | 2020 | —              | 65             | —              | - RIAJ (стриминг): Platinum                                    | Kyōgen                          |
| «Gira Gira» (яп. ギラギラ)                                                  | 2021 | 14             | 12             | —              | - RIAJ (завантаження): Gold - RIAJ (стриминг): 2× Platinum     | Kyōgen                          |
| «Odo» (яп. 踊)                                                              | 2021 | 6              | 4              | 122            | - RIAJ (завантаження): Gold - RIAJ (стриминг): 3× Platinum     | Kyōgen                          |
| «Yoru no Pierrot» (яп. 夜のピエロ)                                          | 2021 | 17             | 13             | —              | - RIAJ (стриминг): Gold                                        | Kyōgen                          |
| «Aitakute» (яп. 会いたくて)                                                 | 2021 | 45             | 27             | —              | - RIAJ (стриминг): Gold                                        | Kyōgen                          |
| «Ashura-chan» (яп. 阿修羅ちゃん)                                            | 2021 | 8              | 5              | —              | - RIAJ (завантаження): Gold - RIAJ (стриминг): Platinum        | Kyōgen                          |
| «New Genesis» (яп. 新時代; «Shin Jidai»)                                    | 2022 | 1              | 1              | 20             | - RIAJ (стриминг): 3× Platinum - RIAJ (завантаження): Platinum | Uta's Songs: One Piece Film Red |
| «I'm Invincible» (яп. 私は最強; «Watashi wa Saikyō»)                        | 2022 | 3              | 2              | 74             | - RIAJ (завантаження): Gold - RIAJ (стриминг): 2× Platinum     | Uta's Songs: One Piece Film Red |
| «Backlight» (яп. 逆光; «Gyakkou»)                                           | 2022 | 2              | 2              | 73             | - RIAJ (стриминг): 2× Platinum                                 | Uta's Songs: One Piece Film Red |
| «Rebellion» (яп. リベリオン)                                                | 2022 | 33             | 20             | —              |                                                                | Zanmu                           |
| «Missing» (яп. 行方知れず)                                                  | 2022 | 39             | 25             | —              |                                                                | Zanmu                           |
| «I'm a Controversy» (яп. アタシは問題作; «Atashi wa Mon Dai Saku»)          | 2023 | 39             | 27             | —              |                                                                | Zanmu                           |
| «Ibara» (яп. いばら; «Thorns»)                                              | 2023 | —              | 38             | —              |                                                                | Zanmu                           |
| «Himawari» (яп. 向日葵; «Sunflower»)                                        | 2023 | 39             | 30             | —              |                                                                | Zanmu                           |
| «Show» (яп. 唱; «Show»)                                                     | 2023 | 1              | 1              | 44             | - RIAJ (завантаження): Gold - RIAJ (стриминг): 2× Platinum     | Zanmu                           |
| «Dignity»                                                                   | 2023 | —              | 34             | —              |                                                                | Zanmu                           |
| «Kura Kura» (яп. クラクラ)                                                  | 2023 | 18             | 9              | —              | - RIAJ (стриминг): Gold                                        | Zanmu                           |
| «All Night Radio» (яп. オールナイトレディオ)                                | 2023 | —              | 99             | —              |                                                                | Zanmu                           |
| «Unravel»                                                                   | 2023 | —              | 50             | —              |                                                                | Ado's Utattemita Album          |
| «Dawn and Fireflies» (яп. 夜明けと蛍)                                       | 2023 | —              | 50             | —              |                                                                | Ado's Utattemita Album          |
| «Chocolat Cadabra» (яп. ショコラカタブラ)                                   | 2024 | 38             | 31             | —              |                                                                | Zanmu                           |
| «Value»                                                                     | 2024 | —              | 45             | —              |                                                                | Zanmu                           |
| «Mirror»                                                                    | 2024 | В очікуванні   | В очікуванні   | В очікуванні   |                                                                | Zanmu                           |
| «—» релізи, що не потрапили у чарти або не виходили у відповідних регіонах. |      |                |                |                |                                                                |                                 |

#### Як запрошена артистка
| Дата випуску    | Виконавець      | Назва                                                  |
| --------------- | --------------- | ------------------------------------------------------ |
| 12 грудня 2019  | Kujira          | «Kinmokusei» (feat. Ado)                               |
| 29 березня 2020 | Jon-Yakitory    | «Shikabanēze» (feat. Ado)                              |
| 11 травня 2020  | Toiki           | «Anemone» (feat. Ado)                                  |
| 30 червня 2020  | Nagumo Yūki     | «Stick Candy» (feat. Ado)                              |
| 14 серпня 2020  | Biz             | «Tokyo Cannibalism Biz» (feat Ado)                     |
| 28 серпня 2020  | Jon-Yakitory    | «Eat» (feat. Ado)                                      |
| 11 вересня 2020 | Biz             | «Freud Meta Biz» (feat. Ado)                           |
| 21 вересня 2020 | Linmu           | «Oshare banchō» (feat. Ado)                            |
| 23 вересня 2020 | Nakimushi       | «Shake It Now.» (feat. Ado)                            |
| 11 грудня 2020  | Jon-Yakitory    | «Faking of Comedy» (feat.Ado)                          |
| 12 грудня 2020  | Hīragi Kirai    | «Love Ka?» (feat. Ado)                                 |
| 1 лютого 2021   | Miko Kichi      | «Radio Noise» (feat. Ado)                              |
| 6 березня 2021  | Hosomichi Okuno | «Fool Fool Fool» (feat. Ado)                           |
| 15 липня 2021   | Jon-Yakitory    | «AntiSystem's» (feat. Ado)                             |
| 17 вересня 2021 | Jon-Yakitory    | «Rasen» (feat. Ado)                                    |
| 8 серпня 2023   | Le Sserafim     | «UNFORGIVEN» (feat. Nile Rodgers, Ado) -Japanese ver.- |

#### Промо-сингли
| Назва                                                                       | Рік  | Пікові позиції у чартах | Пікові позиції у чартах | Пікові позиції у чартах | Сертифікації                | Альбом                                         |
| Назва                                                                       | Рік  | Японія Comb.            | Японія Hot              | WW                      | Сертифікації                | Альбом                                         |
| --------------------------------------------------------------------------- | ---- | ----------------------- | ----------------------- | ----------------------- | --------------------------- | ---------------------------------------------- |
| «Kokoro to iu Na no Fukakai» (яп. 心という名の不可解)                       | 2022 | 13                      | 13                      | —                       | - RIAJ (стриминг): Gold     | Kyōgen                                         |
| «Senbonzakura» (千本桜)                                                     | 2022 | —                       | 59                      | —                       | —                           | 10 Shūnen Kinen Album All That Senbonzakura! ! |
| «Fleeting Lullaby» (яп. ウタカタララバイ; «Колискова Утаката»)              | 2022 | 4                       | 5                       | 101                     | - RIAJ (стриминг): Platinum | Uta's Songs: One Piece Film Red                |
| «Buriki no Dance» яп. ブリキノダンス                                        | 2023 | —                       | 88                      | —                       |                             | Ado's Utattemita Album                         |
| «—» релізи, що не потрапили у чарти або не виходили у відповідних регіонах. |      |                         |                         |                         |                             |                                                |

### Інші пісні в чартах
| Назва                                                                       | Рік  | Пікові позиції у чартах | Пікові позиції у чартах | Пікові позиції у чартах | Пікові позиції у чартах | Сертифікації                | Альбом                          |
| Назва                                                                       | Рік  | Японія Comb.            | Японія Hot              | JPN DL                  | WW                      | Сертифікації                | Альбом                          |
| --------------------------------------------------------------------------- | ---- | ----------------------- | ----------------------- | ----------------------- | ----------------------- | --------------------------- | ------------------------------- |
| «Hanabi» (яп. 花火)                                                         | 2022 | —                       | —                       | 63                      | —                       |                             | Kyōgen                          |
| «Domestic de Violence» (яп. ドメスティックでバイオレンス)                   | 2022 | —                       | —                       | 64                      | —                       |                             | Kyōgen                          |
| «Freedom»                                                                   | 2022 | —                       | —                       | 71                      | —                       |                             | Kyōgen                          |
| «Motherland» (яп. マザーランド)                                             | 2022 | —                       | —                       | 76                      | —                       |                             | Kyōgen                          |
| «Kagakushū» (яп. 過学習)                                                    | 2022 | —                       | —                       | 98                      | —                       |                             | Kyōgen                          |
| «Tot Musica»                                                                | 2022 | 6                       | 6                       | 7                       | 134                     | - RIAJ (стриминг): Gold     | Uta's Songs: One Piece Film Red |
| «The World's Continuation» (яп. 世界のつづき; «Sekai no Tsudzuki»)          | 2022 | 13                      | 12                      | 13                      | —                       | - RIAJ (стриминг): Gold     | Uta's Songs: One Piece Film Red |
| «Where the Wind Blows» (яп. 風のゆくえ; «Kaze no Yukue»)                    | 2022 | 11                      | 10                      | 3                       | —                       | - RIAJ (стриминг): Platinum | Uta's Songs: One Piece Film Red |
| «Binks' Sake» (яп. ビンクスの酒; «Binkusu no Sake»)                         | 2022 | 30                      | 31                      | 38                      | —                       |                             | Uta's Songs: One Piece Film Red |
| «—» релізи, що не потрапили у чарти або не виходили у відповідних регіонах. |      |                         |                         |                         |                         |                             |                                 |

## Музичні відео
| Дата випуску    | Назва пісні                                          | Режисер           |
| --------------- | ---------------------------------------------------- | ----------------- |
| 23 жовтня 2020  | Usseewa                                              | WOOMA             |
| 24 грудня 2020  | READYMADE                                            | yasutatsu         |
| 14 лютого 2021  | Gira Gira                                            | Numata Zombi      |
| 27 квітня 2021  | Odo                                                  | Kayuka            |
| 14 червня 2021  | Yoru no Pierrot                                      | Jinguji           |
| 12 серпня 2021  | Aitakute                                             | MONO-Devoid       |
| 28 жовтня 2021  | Ashurachan                                           | MONO-Devoid       |
| 17 січня 2022   | KokoroToIuNanoFukakai                                | Akito Nakayama    |
| 26 січня 2022   | Fireworks                                            | goru              |
| 6 березня 2022  | Kagakushū                                            | Saki Naito        |
| 14 березня 2022 | Eternal Coming Day                                   | nanon             |
| 26 березня 2022 | Domestic violence                                    | Akito Nakayama    |
| 8 травня 2022   | Motherland                                           | Akito Nakayama    |
| 8 травня 2022   | Lucky Bruto                                          | Akito Nakayama    |
| 15 червня 2022  | New Genesis                                          | hmng              |
| 22 червня 2022  | I'm invincible                                       | Ai Nina           |
| 6 липня 2022    | Backlight                                            | Hironobu Nagasawa |
| 6 серпня 2022   | Fleeting Lullaby                                     | Wotakichi (NIN)   |
| 10 серпня 2022  | The World's Continuation                             | sto1e             |
| 17 серпня 2022  | Tot Musica                                           | WOOMA             |
| 24 серпня 2022  | Where the Wind Blows                                 | Chie Miyasaka     |
| 19 вересня 2022 | Rebellion                                            | kantaro           |
| 10 жовтня 2022  | missing                                              | sakiyama          |
| 24 жовтня 2022  | FREEDOM                                              | KEIGO INOUE       |
| 20 лютого 2023  | I'm a Controversy                                    | Eiri Na Hamono    |
| 22 серпня 2023  | UNFORGIVEN (feat. Nile Rodgers, Ado) -Japanese ver.- | Soonsik Yang      |
| 6 вересня 2023  | Show                                                 | yasutatsu         |

## Нагороди та номінації
| Нагорода                          | Рік  | Категорія                     | Номінант      | Результат | Прим.   |
| --------------------------------- | ---- | ----------------------------- | ------------- | --------- | ------- |
| 2021 Mnet Asian Music Awards      | 2021 | Best New Asian Artist (Japan) | Ado           | Перемога  | [ 96 ]  |
| 2021 MTV Video Music Awards Japan | 2021 | MTV Breakthrough Song         | «Usseewa»     | Перемога  | [ 97 ]  |
| 63rd Japan Record Awards          | 2021 | Special Award                 | Ado           | Перемога  | [ 98 ]  |
| Billboard Japan Music Awards      | 2022 | Artist of the Year            | Ado           | Перемога  | [ 99 ]  |
| 2022 MTV Video Music Awards Japan | 2022 | Song of the Year              | «New Genesis» | Перемога  | [ 100 ] |
| 64th Japan Record Awards          | 2022 | Excellent Work Awards         | «New Genesis» | Перемога  | [ 101 ] |
| 64th Japan Record Awards          | 2022 | Special Prize                 | Ado           | Перемога  | [ 101 ] |
| 7th Crunchyroll Anime Awards      | 2023 | Best Anime Song               | «New Genesis» | Номінація | [ 102 ] |
| 65th Japan Record Awards          | 2023 | Excellent Work Awards         | «Show»        | Перемога  | [ 103 ] |

## Нотатки
1. ↑  Джерела для позицій в чартах є наступними:
«Usseewa»[46], «Readymade»[46], «Gira Gira»[47], «Odo»[48], «Yoru no Pierrot»[49], «Aitakute»[50], «Asura-chan»[51], «New Genesis» + «Backlight» + «Fleeting Lullaby»[52], «I'm Invincible»[53], «Rebellion»[54], «Missing»[55], «I'm a Controversy»[56], «Ibara»[57]
2. ↑  Джерела для позицій в чартах є наступними:
«Kokoro to iu Na no Fukakai»[84], «Senbonzakura»[85]
3. ↑  Джерела для позицій в чартах є наступними:
«Tot Musica» + «The World's Continuation» + «Where the Wind Blows» + «Binks' Sake»[92]